# 239. pr. Kr.
◄ | 4. stoljeće pr. Kr. | 3. stoljeće pr. Kr. | 2. stoljeće pr. Kr. | ►
◄ | 260-ih pr. Kr. | 250-ih pr. Kr. | 240-ih pr. Kr. | 230-ih pr. Kr. | 220-ih pr. Kr. | 210-ih pr. Kr. | 200-ih pr. Kr. | ►
◄◄ | ◄ | 242. pr. Kr. | 241. pr. Kr. | 240. pr. Kr. | 239 pr. Kr. | 238. pr. Kr. | 237. pr. Kr. | 236. pr. Kr. | ► | ►►
Astronomija

## Smrti
- Antigon II. Gonata, makedonski kralj

## Vanjske poveznice
|  | Zajednički poslužitelj ima još gradiva o temi 239. pr. Kr. |